# Kunstmuseum von Rovaniemi

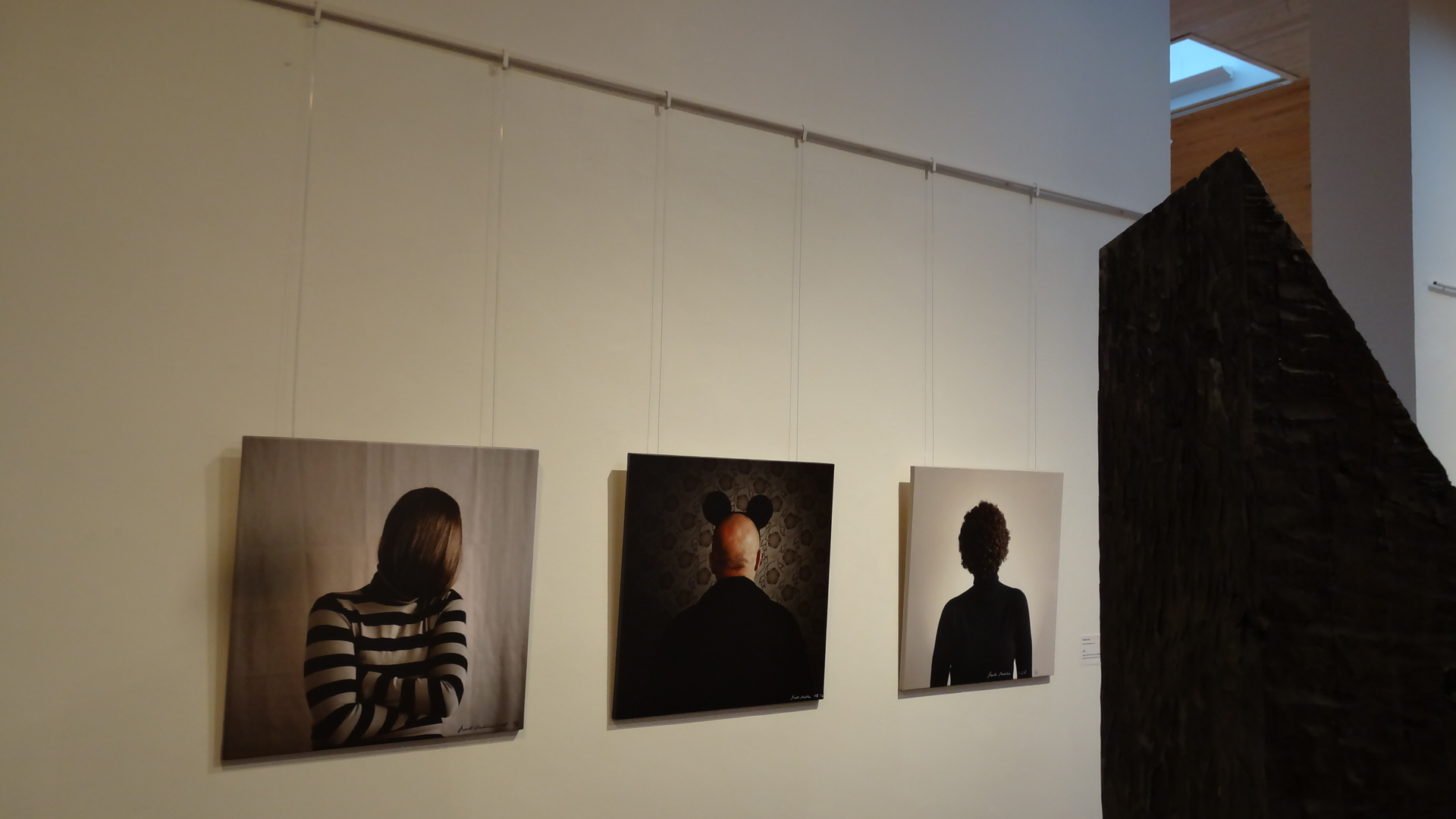

Das Kunstmuseum von Rovaniemi (fin. Rovaniemen taidemuseo) ist ein 1986 eröffnetes, kommunales Kunstmuseum, welches auch die Funktion eines Museums für regionale Kunst der Provinz Lappland erfüllt. Es befindet sich in einem ehemaligen Postfahrzeugdepot aus den 1930er Jahren im Zentrum Rovaniemis. Das Gebäude wurde in den 1980er Jahren nach den Plänen von Juhani Pallasmaa vollständig umgebaut.
Der Ausgangspunkt für das Museum war die Sammlung der Stiftung von Jenny ja Antti Wihuri, welche über 500 Werke der modernen finnischen Kunst ab Ende der 1940er Jahre enthielt. Momentan verfügt das Museum über mehr als 3000 Exponate. Das Museum wird geleitet von Hilkka Liikkanen.
Das Museum wurde nach einer Renovierung am 17. Oktober 1986 eröffnet. Im Mai 2011 wurde das Gebäude noch mal vollständig umgestaltet, das Museum erhielt neue Räume. In das nun erweiterte Gebäude zog auch das Kammerorchester von Lappland ein. Das Gebäude erhielt den Namen „Kulturzentrum Korundi“.

## Sammlungen
- Sammlung der Stiftung Jenny und Antti Wihuri
- Sammlung der Stadt Rovaniemi
- Sipilä-Sammlung
- Sammlung der Finnischen Kulturstiftung
- Westerlund-Sammlung
- Sammlung der Werke von Reidar Särestöniemi der Kunststiftung Kirsi und Keio Eerikäinen[1]